# ザヴォルシスク
座標: 北緯57度26分 東経42度8分 / 北緯57.433度 東経42.133度

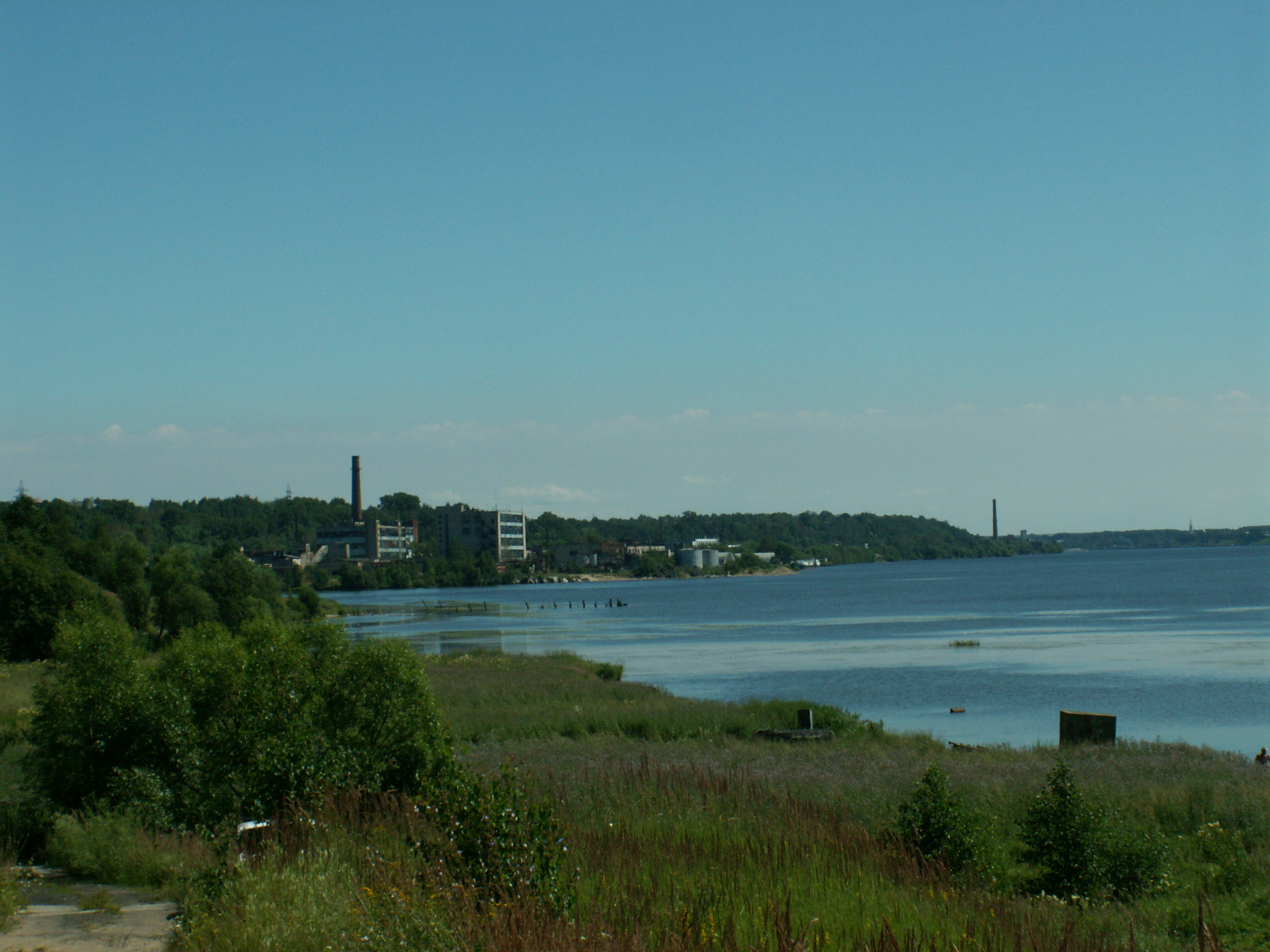
近郊の工場

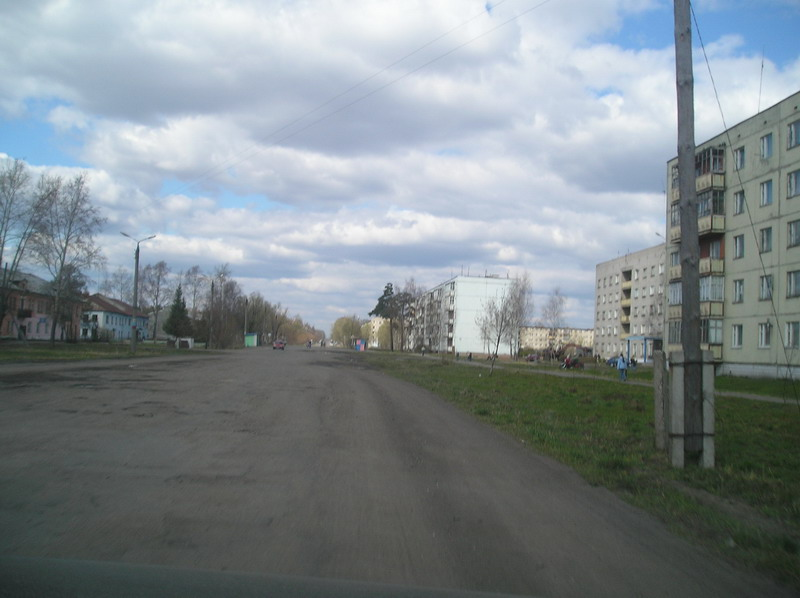
市内風景

ザヴォルシスク（ロシア語: Заво́лжск；英語: Zavolzhsk）は、ロシア連邦イヴァノヴォ州の町。人口は8,896人（2021年） 。モスクワの北東400km、州都イヴァノヴォの北東113km、ヴォルガ川沿いの主要都市コストロマからは下流へ200km。ヴォルガ川左岸（北側）に位置する。ヴォルガ川の対岸にはイヴァノヴォ州第二の都市キネシマがあり道路橋で結ばれる。
19世紀半ばに綿紡績工場がこの地で操業を始め、続いてロシア最古の化学工場も立地し硫酸の生産を始めた。1934年にはこれらの工場の周囲にあった集落が合わさって都市型集落ザヴォルジエ（Заволжье）となった。1954年10月4日に市に昇格し現在の名になった。
主な産業は染料などを生産する化学工業、布やスーツケースや服を生産する繊維業、食品工業など。1779年完成の古い神現聖堂（церковь Богоявления）もある。